# Rubén Pereira
Ruben Fabián Pereira Márquez (Montevidéu, 28 de janeiro de 1968) é um ex-futebolista profissional uruguaio, que atuava como meia.

## Carreira
Rubén Pereira fez parte do elenco da Seleção Uruguaia de Futebol da Copa do Mundo de 1990. 